# سحرني (ألبوم)
سحرني هو أحد ألبومات المطربة نجوى كرم وصدر في عام 2003 وقد احتوى الألبوم على سبع أغاني.

## الأغاني
1. شو المانع
2. إضحك للدنيا
3. هاك الليالي
4. كتر الدلال
5. مقهورة عليك
6. لحبيب
7. سحرني